# Philodendron panduriforme
Philodendron panduriforme är en kallaväxtart som först beskrevs av Carl Sigismund Kunth, och fick sitt nu gällande namn av Carl Sigismund Kunth. Philodendron panduriforme ingår i släktet Philodendron och familjen kallaväxter.

## Underarter
Arten delas in i följande underarter:
- P. p. panduriforme
- P. p. reichenbachianum